# Göransbergs säteri

Göransberg, eller Jöransberg, tidigare även Gruveryd, är en gård i orten Göransberg i Hakarps socken, Huskvarna, Jönköpings kommun. Gårdens första namn var Gruveryd. Den första gången som Gruveryd nämns som namn är 1542, i form av Gruffwaridtt. 1554 benämns den Gruffuered, 1559 Grufferüd, för att under 1700-talet benämnas både Göransberg och Gruveryd. Namnet Göransberg skall ha kommit från att Göran Fleetwood köpte gården 1651. Gruveryds förled kommer förmodligen från gruva i betydelsen grop eller håla. Ortnamnsefterledet ryd betyder förmodligen röjning.

## Historia

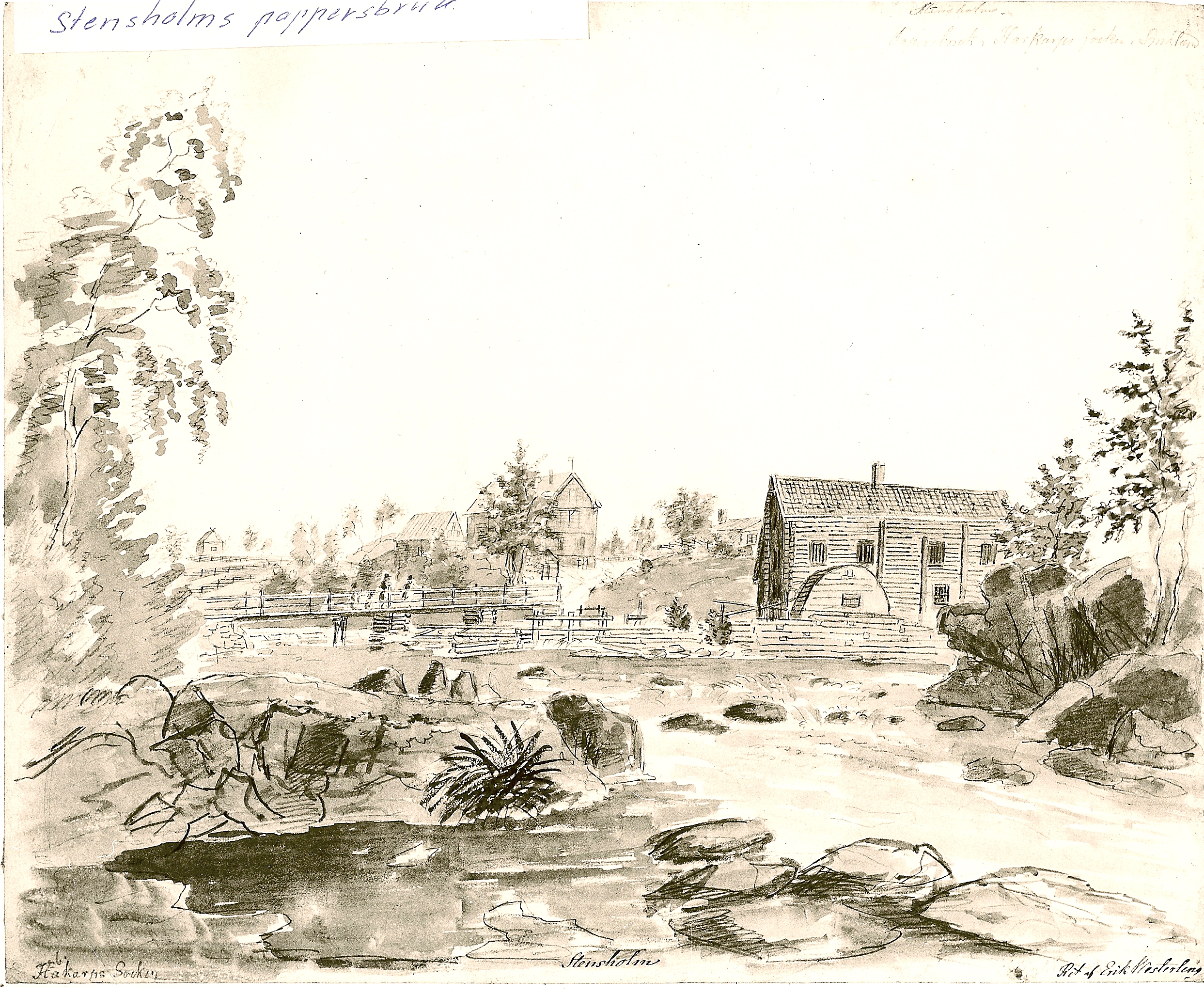
Göransbergs pappersbruk, senare Stensholms Pappersbruk efter en marktvist som gav Stensholm markrätten till pappersbruket.

Gården var ett 2 mantal frälse. År 1528 ägdes den ena gården av änkan till borgmästaren Germund Svensson, som förmodligen hade fått den i förläning av Gustav Vasa. Den andra gården var kyrkogods. Under 1500-talet, fram till 1559 då den enligt kungligt brev fick ensam ägare, låg gårdens båda hemman under samma ägare som ägde gården Bråneryd. År 1651 köpte Göran Fleetwood det ena till frälse, och 1665 såldes skatterätten till även det andra hemmanet till Fleetwood. Hans äldsta dotter Anna Fleetwood tog sen över gården. 1666 fick gården säterirättigheter. 1681 sålde Anna den till Nils Arvidsson Hägerflycht, som senare kom att äga nästan halva Hakarps socken. Han var en mycket inflytelserik person, och är känd för sin stora donation som gjorde byggandet av Hakarps kyrka möjlig. Hans son övertog gården och började bygga Göransbergs pappersbruk.
Göransberg blev fideikommiss 1742, och var det fram till 1825. Vid mitten av 1700-talet drog Erik Gustaf Queckfeldt igång en rättsprocess om gränsdragningen mellan gårdarna Göransberg och Stensholm. De förutvarande gränserna hade inneburit att Stensholms pappersbruk låg på Göransbergs marker och därför kallades Göransbergs pappersbruk, men Queckfeldt hävdade att pappersbruket låg på Stensholms mark. Det blev en långdragen tvist som slutade i att pappersbruket tillföll Stensholm. Bell–Lancaster-metoden blev under 1800-talets början populär i Sverige, och 1822 startade Husqvarna gevärsfaktori växelundervisning med metoden på gården, tills undervisningen flyttades till Huskvarna några år senare. Det är okänt varför utbildningen någonsin förlades på Göransberg.
Hela tiden hade medlemmar av ätten Hägerflycht varit ägare till gården. Så förblev det till november 1835, då Johan Petter Lundström, anläggare av Jönköpings tändsticksfabrik, utgivare av Jönköpings Tidning samt direktör för Stensholms pappersbruk, köpte gården. Ingen av släkten Hägerflycht bodde på Göransberg enligt kyrkoböckerna. Gården sköttes istället av förvaltare. År 1864 sålde Lundström gården till Johan Fredrik Hård af Segerstad, som i sin tur sålde den 1875. År 1898 avyttrades gården. Riksdagsman Per Magnus Söderberg blev sedan ny ägare. Gården övergick 1911 till riksdagsmannen och kommunalpolitikern Karl Johan Alfred Gustafsson på Stensholms säteri. Hans son flyttade till gården och blev både brukare och ägare, en av få sådana på Göransberg. Han sålde gården 1921, och återigen 1927 och 1930. Otto Magnus Dandenell (agronom, född 19 mars 1909, död 17 november 1991) blev ny ägare 1937, och hans barn tog sedan över huset 1966. Den 24 mars 1964 drabbades gården av en brand. Säteriet såldes i början av 1990-talet till grannen Carlsfors bruk, som redan tidigare fått köpa mark från säteriet. Idag finns inga kreatur på gården. Strax därefter köptes mangårdsbyggnaden av Joakim Björklund, fjärde generationens delägare och vd på Carlfors bruk. Det andra huset köptes av Roger Fröjdh runt samma tid. Båda bosatte sig på gården med respektive familjer.

## Byggnader
Nordiska museet gjorde en inventering av gården 1937. Det framgår av inventeringen att man har byggt om och tillbyggt mangårdsbyggnaden åtskilliga gånger. Huset uppfördes förmodligen under släkten Hägerflychts ägo. Man hittade papperstapeter med rokokoornament och landskapsbilder i indigoblått på gråvit botten under tapeterna. Förmodligen var gården ståndsmässigt byggd redan under 1700-talet. Huvudbyggnadens vindflöjel byggdes 1681. Ladugården byggdes år 1864. En stor del av tomtmarken har avstyckats under 1900-talet, och en stor del av gårdens ängar och åkrar består idag av ett villasamhälle. 1987 odlades fortfarande en del av åkrarna.

## Torp
Falkaberget är ett av de torp som fanns när Hägerflycht köpte gården år 1681. Det är förmodligen namngivet efter den bergsklippa som torpet ligger på och som pilgrimsfalkar kan ha funnits på. Torpet har även kallats Föråsen eller Furåsen. Det har varit en vapenhantverkarbostad. Till år 1897 var torpet ett dagsverkstorp, men huvudgården övertog då brukningen av jorden. Falkaberget avstyckades 1911 och blev en egen fastighet. Den är fortfarande bebodd.
1845 uppfördes Halleberg av sågaren Per Johan Hall, vars efternamn gav upphov till namnet, vid Stensholms Pappersbruk. Sonen till sågaren startade tryckeriet Halls hörna som fortfarande drivs. Efter Halls död tog skomakaren Johannes Linderholm i Hakarp över. Hans son Emanuel Linderholm blev senare professor i kyrkohistoria. Halleberg hade sedan flera ägare tills det revs 1975 och ersattes av ett nytt hus. Lars Gustafsson uppförde en undantag för att uppföra byggnaden Larsbo. När han och hans fru dog blev stugan socknens hus för fattighjon. Efter några ägare revs stugan efter 1871.
Nordskogen nämns första gången i kyrkoböckerna med torparen Nils Håkansson 1682. Namnet kommer från att det ligger längst norrut på Göransbergs marker. I mer än tvåhundra år brukades det som dagsverkstorp. Hedvig Wilhelmina, fru till Anders Johan Johannisson, började driva dagligvaruaffärsverksamhet i området. Affärerna gick bra och 1895 uppförde hon en särskild byggnad för affären. Hennes son Gustav Andersson övertog affären och flyttade affären. Nordskogens övervåning används mellan 1878 och 1890 av Hakarps kommun som skollokal. 1911 blev Nordskogen en egen jordbruksfastighet med 23 hektar. Den gamla torpstugan revs 1914 efter att nytt boningshus och ladugård uppförts. Nordskogen uppköptes sen av Hakarps kommun som byggde gator, drog avloppsledningar och sålde tomter på området. Flera villor och radhus finns idag på marken. Mangårdsbyggnaden finns fortfarande kvar med adressen Carlforsvägen 8B.
Risängen finns nämnt i kyrkoböcker från 1690-talet och var en bostad för hammarsmeden Peter Månsson. Den beboddes senare av lumpsamlare och pappersgesäller vid Göransbergs Pappersbruk. Risängen blev åter ett dagsverkstorp när pappersbruket lade ner och var det till 1911 när Risängen avstyckades och blev egen fastighet. Carlfors bruk ägde länge torpet, men såldes 1865 och revs för att ge plats åt en modern bostad. Torpet Strömma kvarn kan ha funnits redan på medeltiden, och något datum för när den uppfördes finns inte. Under 1700-talets början anlades Göransbergs Pappersbruk i närhet av Strömma kvarn och 1755 års pappersmästare Christoffer Lemchen fick torpet som förläning från ägaren till Göransberg. Strömma övergick efter ägotvisten till Stensholms säteris ägare. Efter 1840-talet fanns inte längre någon mjölnare i torpet. Efter att pappersbruket brann ner ägdes torpets jord av Stensholms Fabriks AB. Man vet inte när Strömmatorpet revs.
Torpet Sörskogen är mer än trehundra år gammalt. Namnet kommer från att det ligger längst söderut på Göransbergs marker. Torpets sista dagsverkare lämnade torpet 1907. Torpet avstyckades 1911 från huvudgården och köptes upp 1914. Inköparen Johan Svensson levde resten av sin levnad i torpet. Fastigheten består av tre hektar och åker och tio hektar skog. Idag bedrivs ingen lantbruksverksamhet men ägs fortfarande av Svenssons ättlingar. Tillsynen låg 400 meter öster om Falkaberget. 1734 nämns torpet första gången, då nämnt som Thesynas. Det var ett dagsverkstorp under Göransberg till 1851, och brukades därefter omväxlande av Sörskogens torpare och Falkabergets torpare, vartefter huvudgårdens ägare tog över brukandet. Efter 1888 revs stugan.